# Vesica piscis

Vesica Piscis

Vesica piscis — фігура, утворена перетином двох кіл з однаковим радіусом, накладених так, що коло одного знаходиться в центрі іншого. У перекладі з латині означає риб'ячий пухир.
Іноді термін застосовується в ширшому сенсі для позначення лінзи як геометричної фігури.

## Математичний опис

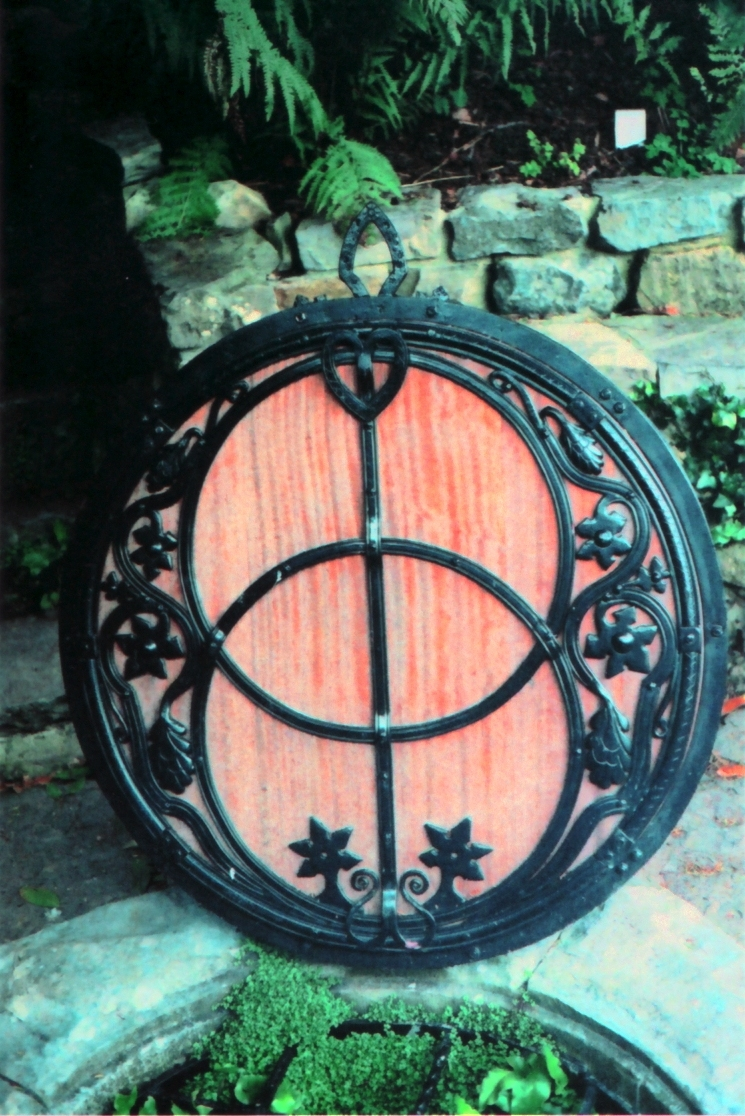
Ґрати з символом vesica piscis

Математичне співвідношення висоти і ширини фігури рівне {\displaystyle {\sqrt {3}}} чи 1,7320508. (якщо намалювати прямі лінії, що сполучають центри обох кіл і вершини фігури, вийдуть два рівносторонні трикутники). Дроби 265:153 = 1,7320261… і 1351:780 = 1,7320513… є найбільш близькими до цього значення раціональними числами. Архімед у праці Вимір кола користується цими дробами як верхньою і нижньою межею значення числа
{\displaystyle {\tfrac {1351}{780}}>{\sqrt {3}}>{\tfrac {265}{153}}\,.}

## У містицизмі
Vesica piscis в різні періоди історії була предметом містичних спекуляцій. У сакральній геометрії вважається основою квітки життя, деякі каббалісти вважають, що на основі vesica piscis побудовано Дерево життя. Прибічники деяких учень Нью-Ейдж ототожнюють її з йоні, і вважають символом жіночих геніталій..

Квітка Життя
Каббалістичне дерево життя

Один з дослідників вважає, що образ Vesica Piscis як сакрального знаку натхненний спостереженням сонячних затемнень. Древні єгиптяни використали цей образ у своїй сакральній геометрії. Архітектори і художники копіювали його у своїх роботах, виражаючи тим самим свої релігійні вірування. Цю традицію пронесли крізь віки масони.

## Використання

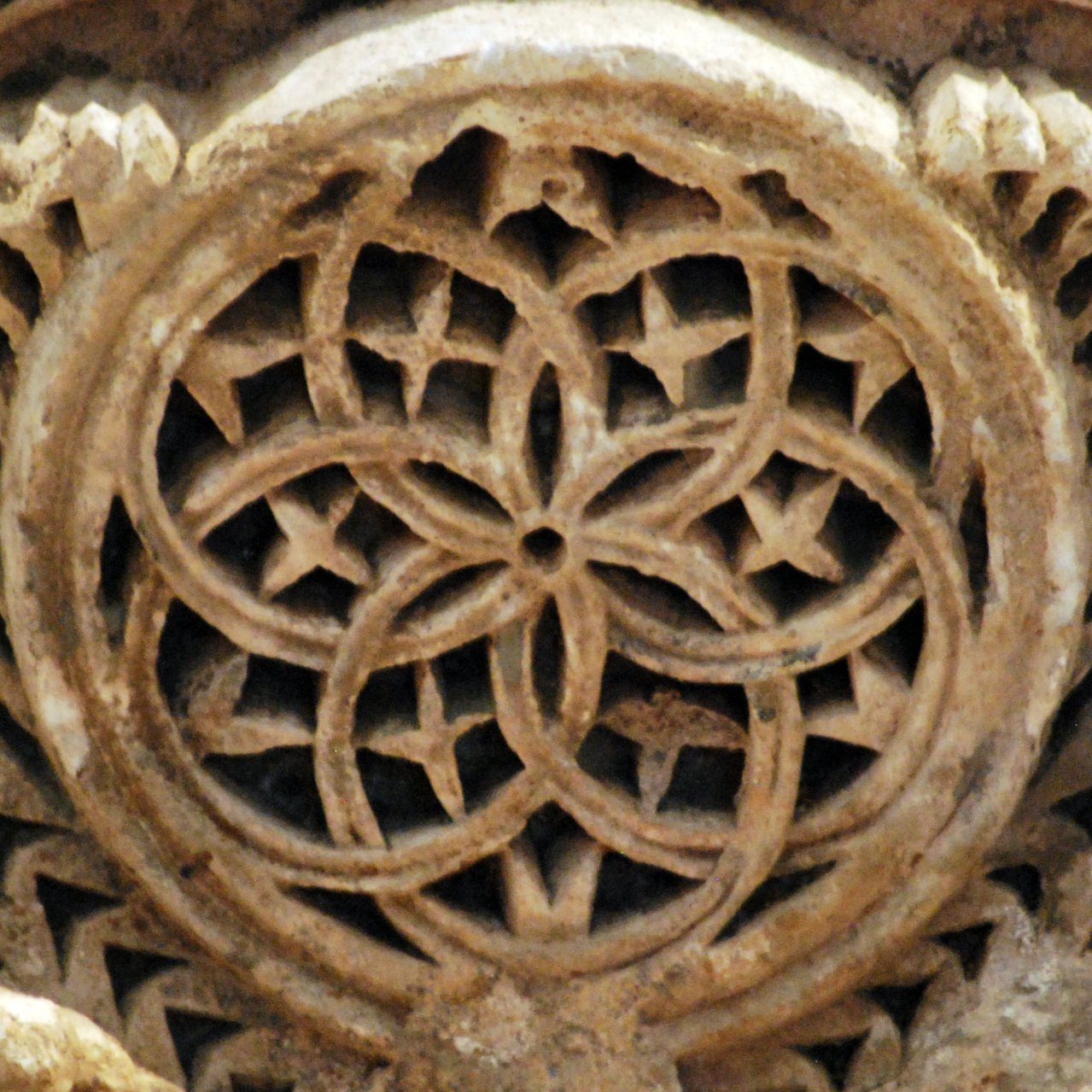
Squircled Pilaster Capital, 400—700 AD

Використовується в іконописі і в християнському мистецтві для позначення аури святого, яка називається мандорла.
Широко використовується у різних орнаментах.
Vesica piscis використовувалася як символ в масонстві, найбільш відоме вживання у нагрудних прикрасах під час церемоній. Вважалася також відповідною формою для печаток масонських лож.

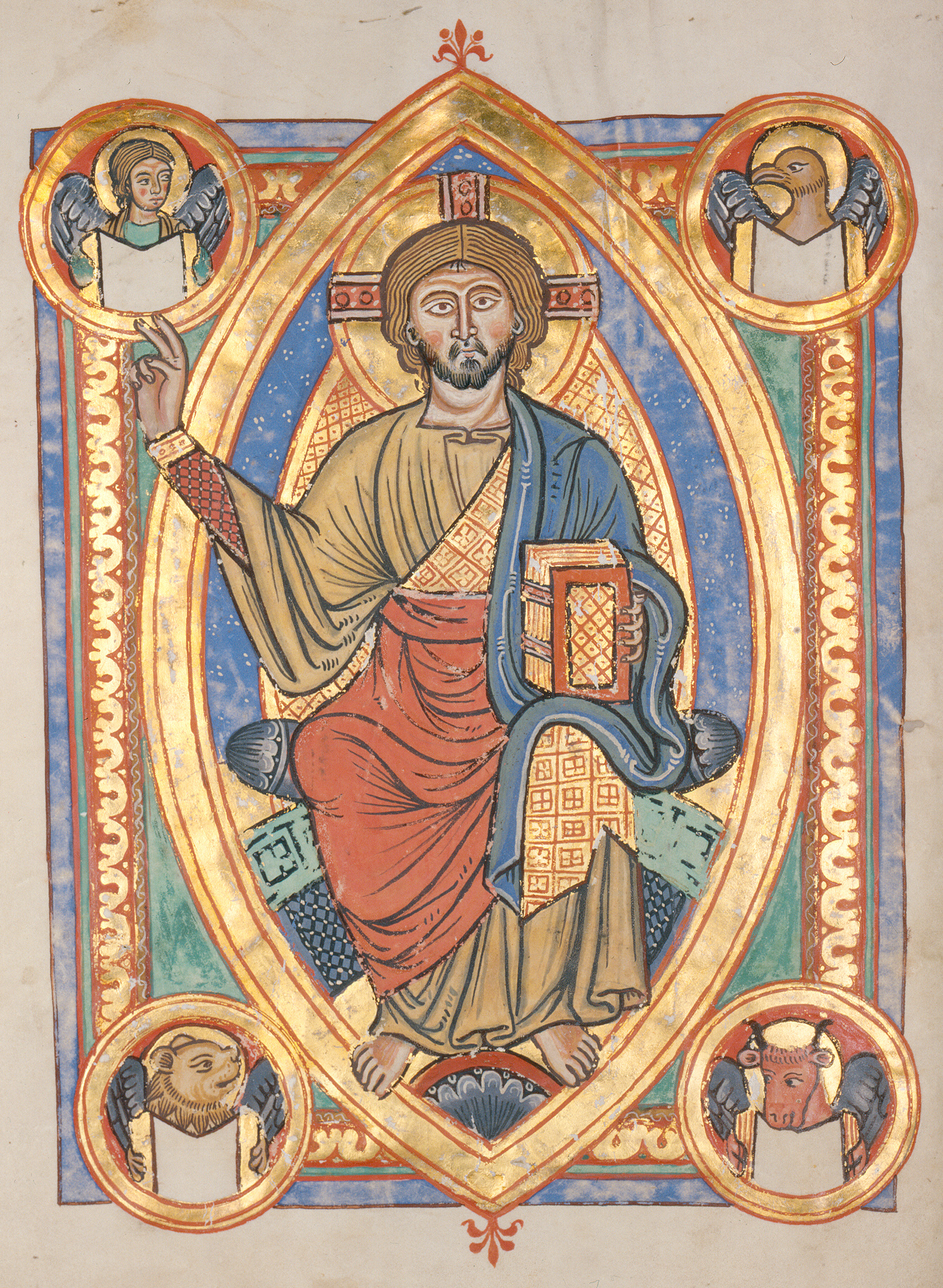
ілюстрація з середньовічного манускрипту
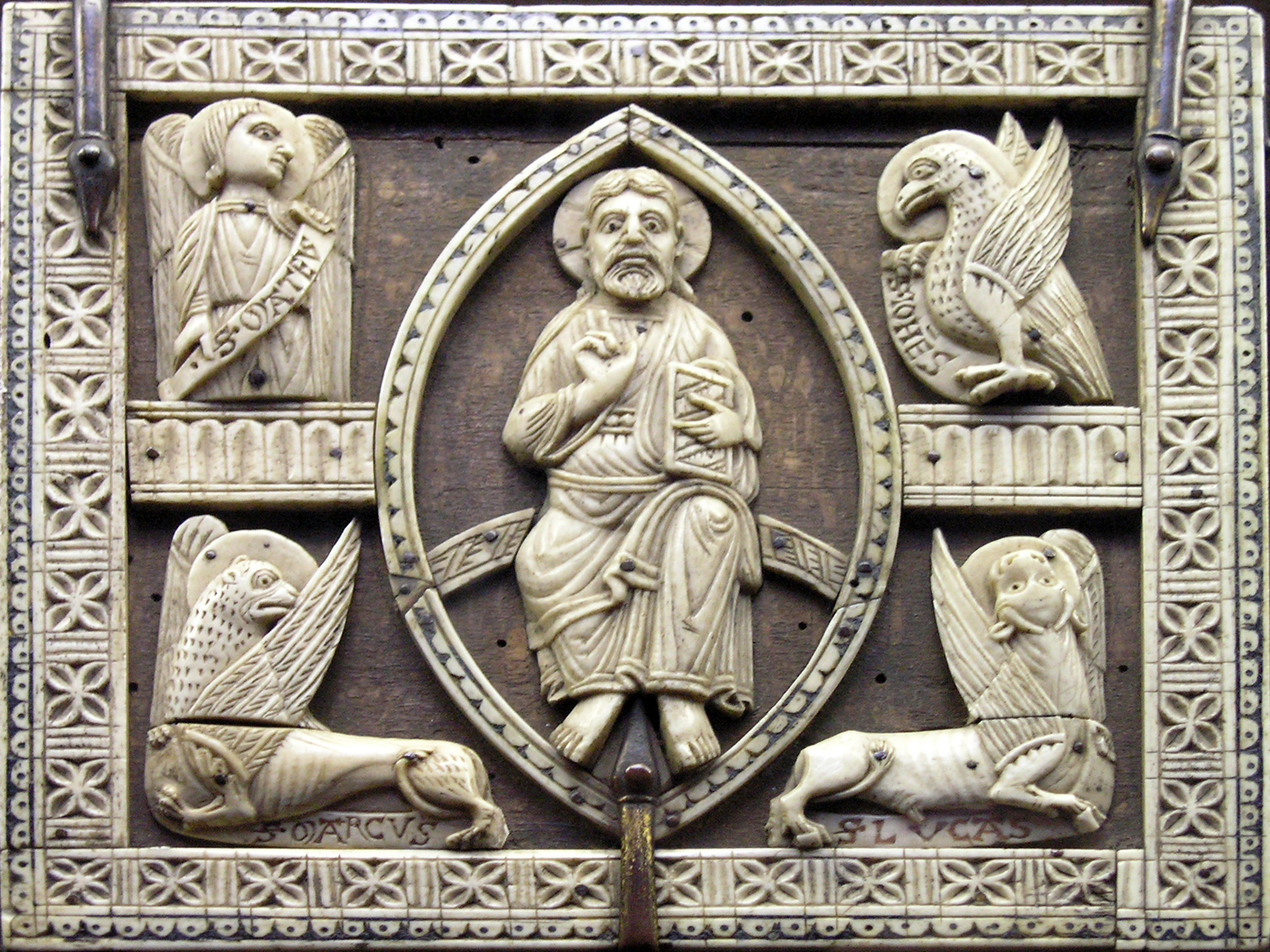
барельєф ХІІІ ст.
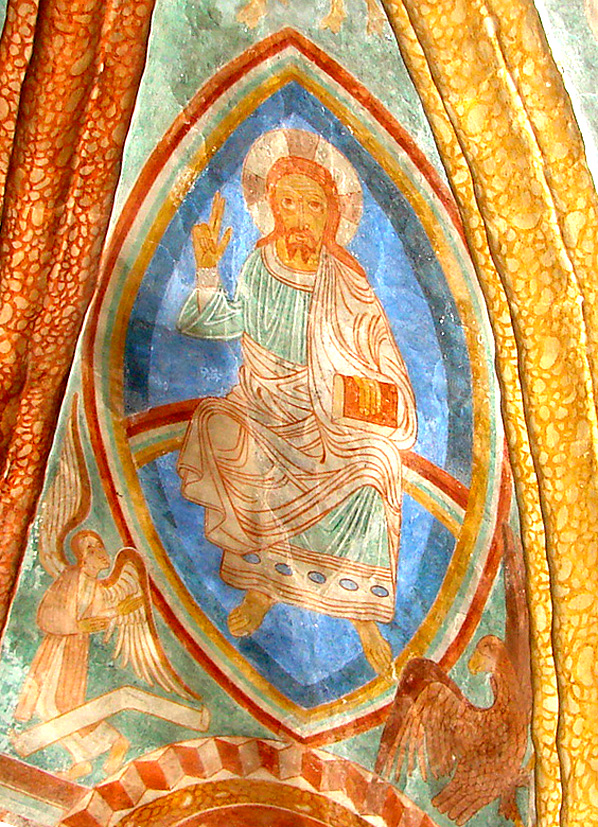
Ісус Христос (фреска)
Емблема Гуама
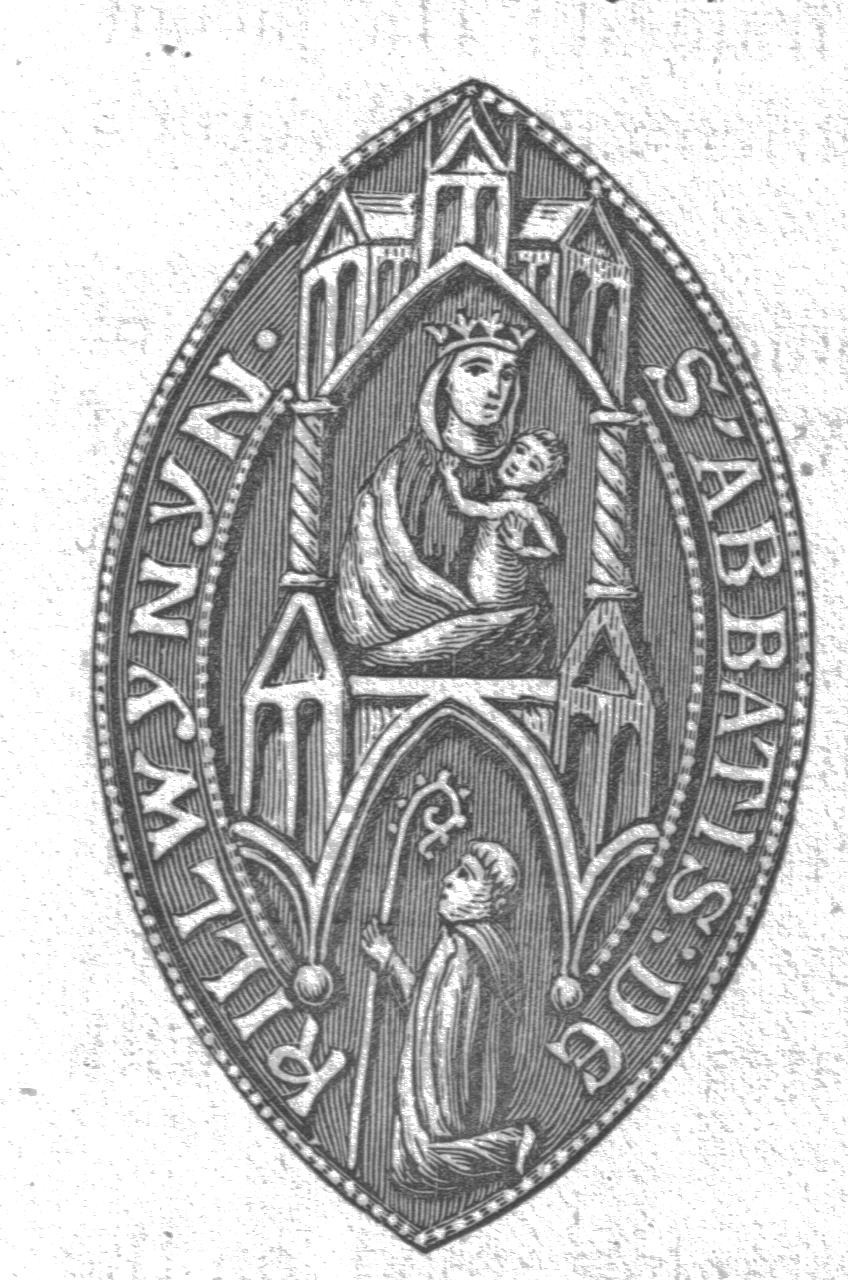
Печатка Абатства
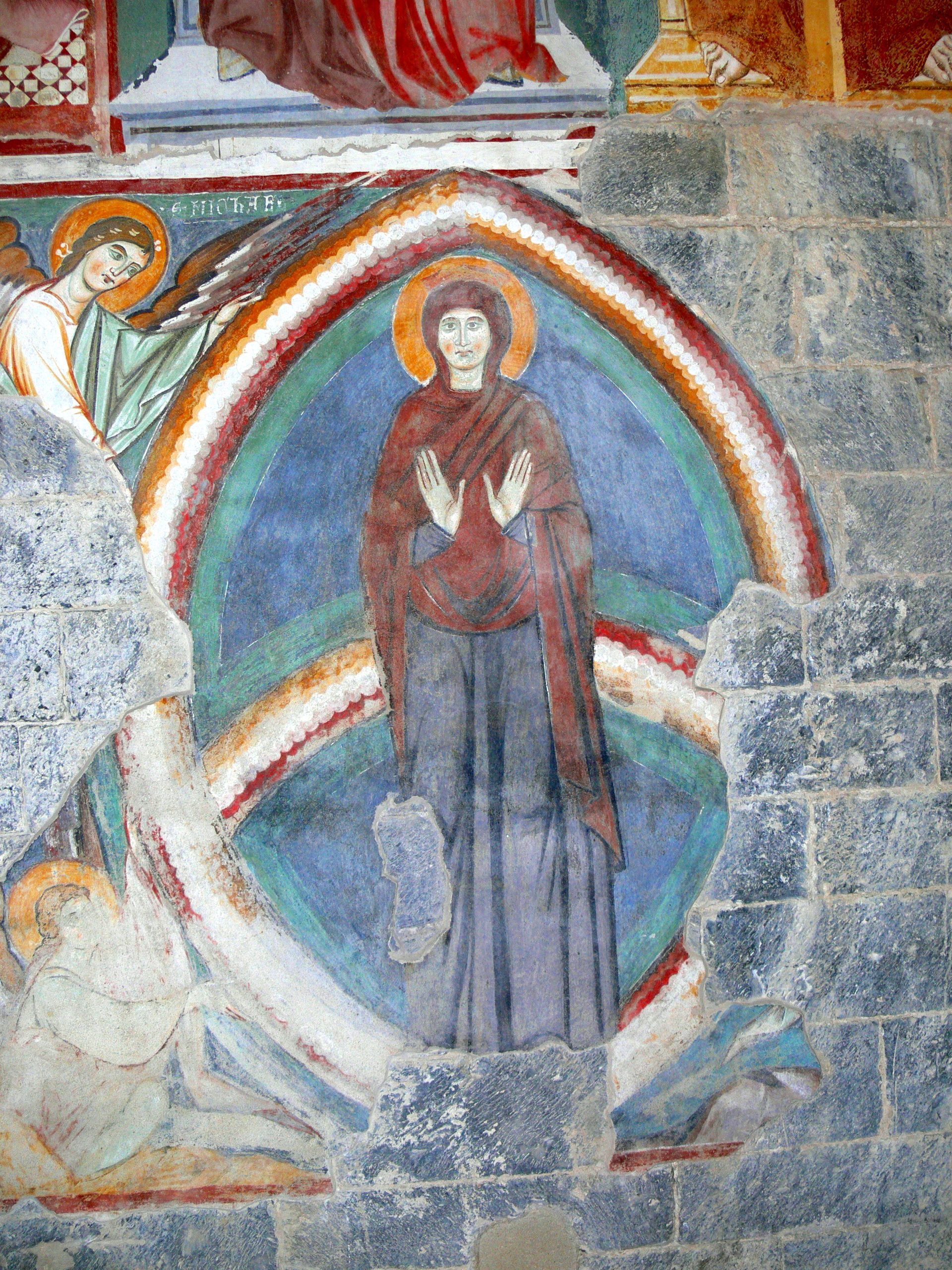
Мадонна з ангелами.
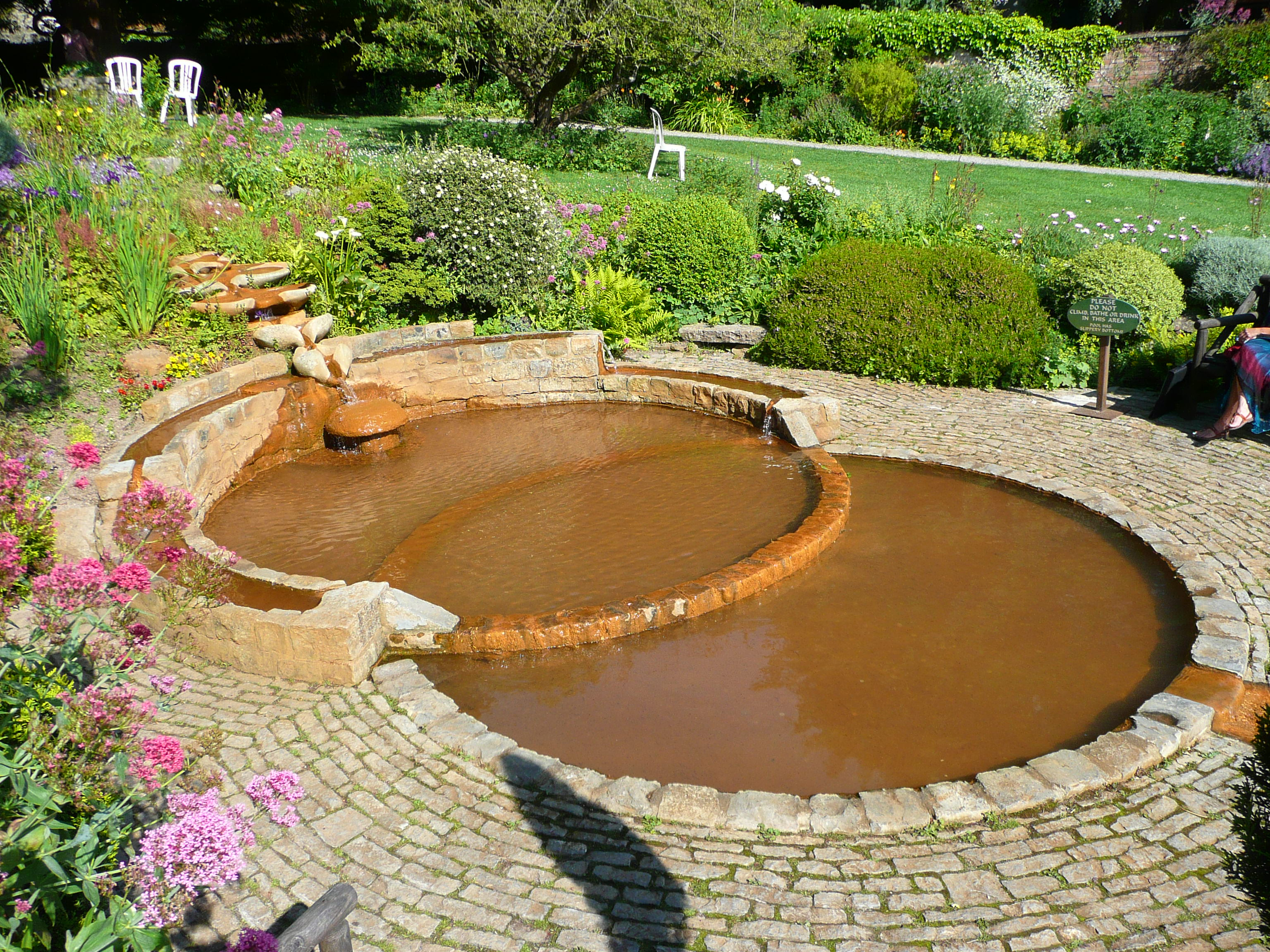
Джерело Chalice Well[en]